# Epipleoneura waiwaiana
Epipleoneura waiwaiana är en trollsländeart som beskrevs av Machado 1986. Epipleoneura waiwaiana ingår i släktet Epipleoneura och familjen Protoneuridae. Inga underarter finns listade i Catalogue of Life.